# Łotewska Partia Socjalistyczna
Łotewska Partia Socjalistyczna (łot. Latvijas Sociālistiskā partija, LSP; ros. Социалистическая партия Латвии, СПЛ) – łotewska partia polityczna o profilu socjalistycznym, założona została 15 stycznia 1994 jako następczyni Komunistycznej Partii Łotwy zdelegalizowanej w 1991. 
Od 1995 Łotewska Partia Socjalistyczna jest reprezentowana w Sejmie, od 2009 do 2014 miała swojego przedstawiciela również w Parlamencie Europejskim. 
W latach 1999–2015 przewodniczącym ugrupowania był Alfrēds Rubiks, były I sekretarz KC KPŁ oraz członek Biura Politycznego KC KPZR. 

## Historia

### Powstanie ugrupowania i działalność
Partia powstała na bazie ruchu społecznego Równouprawnienie (łot. Līdztiesība) oraz członków zdelegalizowanej 10 września 1991 Komunistycznej Partii Łotwy sprzeciwiających się niepodległości kraju. 
14 marca 1994 ministerstwo sprawiedliwości Łotwy dokonało oficjalnej rejestracji ugrupowania. 
Jej przewodniczącym został były I sekretarz Komitetu Rejonowego KPZR w Lucynie Filips Stroganovs. Partia brała udział w wyborach parlamentarnych oraz samorządowych na Łotwie. W Sejmie VI kadencji (1995–1998) była reprezentowana przez 5 posłów, w Sejmie VII kadencji (1998–2002) zdobyła 4 mandaty, a w Sejmie VIII kadencji – 5 mandatów z ramienia PCTVL. 
W wyborach z 2006 LSP startowała z list Centrum Zgody uzyskując 4 mandaty na 17 zdobytych przez koalicję. Ugrupowanie znajduje się w opozycji wobec centroprawicowych rządów na Łotwie, opowiadając się przeciwko neoliberalnemu modelowi gospodarki, spodobowi walki z kryzysem gospodarczym oraz dyskryminacji mniejszości narodowych. Od 2009 do 2014 lider LSP Alfrēds Rubiks był posłem do Parlamentu Europejskiego. Partia reprezentowana jest w samorządach terytorialnych: Radzie Miejskiej Rygi (7 radnych), Jēkabpils (1), Rzeżycy (4) oraz radach powiatów (novadi) w Lucynie (2), Alūksne, Kārsava i Zilupe (po jednym radnym). 

## Program
Ugrupowanie stoi na stanowisku, że przystąpienie do Unii Europejskiej i NATO, ratyfikacja traktatu lizbońskiego oraz przystąpienie do strefy euro sformalizowały utratę suwerenności państwa łotewskiego.

## Zjazdy partii
- XXIII zjazd (styczeń 2020)[6]
- XXII zjazd (grudzień 2018)[7]
- XXI zjazd (grudzień 2017)[8]
- XX zjazd (grudzień 2016)[9]

## Działalność wydawnicza
Partia wydawała w latach 2003–2006 swoje czasopisma "Социалист Латвии" oraz "Latvijas Sociālists", od 2007 ukazuje się jedno pismo "Социалист Латвии"/"Latvijas Sociālists" wydawane w dwóch językach.